# Carlos Zorrinho
José Carlos das Dores Zorrinho (Óbidos, 28 de maio de 1959) é um professor universitário e político português.

## Biografia
Professor catedrático do Departamento de Gestão da Universidade de Évora, foi eleito deputado à Assembleia da República, pelo Partido Socialista, nas eleições legislativas 1995, 1999, 2002, 2005, 2009 e 2011, e chamado a funções governativas em 2000 como Secretário de Estado Adjunto da Administração Interna (sendo primeiro-ministro António Guterres) e em 2009, como Secretário de Estado da Energia e da Inovação (sendo primeiro-ministro José Sócrates). Entre 2005 e 2009 foi coordenador nacional da Estratégia de Lisboa e do Plano Tecnológico. Apoiante da liderança de António José Seguro, foi presidente do Grupo Parlamentar do PS, entre 2011 e 2014. Nas eleições europeias de 2014 foi eleito deputado ao Parlamento Europeu, onde fez parte, entre outras, da comissão da Indústria, da Investigação e da Energia  Autor de diversas obras, . Tendo sido reeleito em 2019 para o mesmo cargo, José Carlos Zorrinho  assume, desde sempre, uma postura inovadora, progressista e vanguardista da visão europeia, baseada na identidade como fator de mobilização para um desenvolvimento sustentável, defendendo o conhecimento e o desenvolvimento de competências como geradores de emprego e de riqueza. Na sua obra Portugal sem Medo, defende, uma vez mais, que portugal se deve afirmar como um Laboratório Vivo da energia, território e reabilitação urbana.
O Plano Tecnológico apresentou-se, não só com agenda política mas também como um plano de mobilização da sociedade portuguesa para o conhecimento, a tecnologia e a inovação e foi considerado uma boa prática no Plano Europeu, permitindo que entre 2005 e 2010 Portugal subisse de 22.º lugar para 15.º lugar no European Innovation Scoreboard (EIS) e evoluísse da condição de seguidor moderado e líder de crescimento relativo, tornando-se o mais inovador país do Sul da Europa."
Foi também coordenador Nacional da Estratégia Europa 2020 que deu origem à elaboração do Programa Nacional de Reformas - Portugal 2020 cuja ideia chave foi alinhar as metas portuguesas pelas metas da União Europeia por forma a desfazer o diferencial competitivo do país em relação à média europeia e a eliminar a diferença de condições de inserção das novas gerações de portugueses num mercado aberto. 
No Parlamento Europeu tem defendido posturas estruturantes sobre o acesso aos medicamentos , sobre a economia verde baseada nas energias limpas
Assume também o papel de comentador político, nomeadamente na Sic Notícias, no programa Frente a Frente  e como comentador em diversos jornais e publicações periódicas. Da sua agenda de trabalho no Parlamento Europeu e dos temas fortes aí tratados, abertura de concursos a fundos comunitários e outros assuntos de interesse, surge a publicação mensal ZNEWS, disponível por subscrição .
Segundo um estudo realizado pela empresa de consultoria de comunicação Imago-Llorente & Cuenca, em parceria com a Universidade Católica Portuguesa, divulgado em março de 2015, Carlos Zorrinho é o quarto político mais influente da rede social Twitter, em Portugal, numa lista liderada pelo líder do partido político LIVRE, Rui Tavares.
É casado com Rosa Valente de Matos, antiga Secretária de Estado da Saúde.